# قائمة الألبومات الأكثر مبيعا في العالم

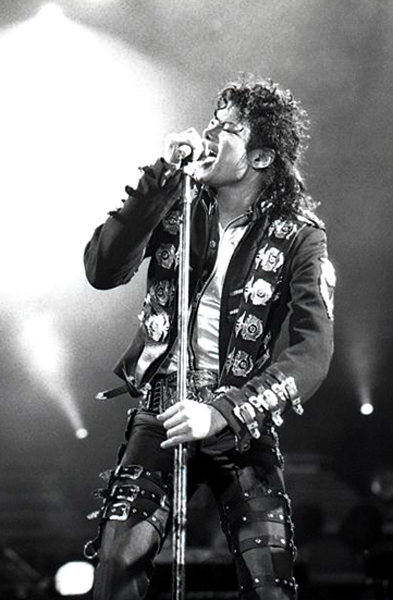
يعد ألبوم "ثريلر" لمايكل جاكسون الألبوم الأكثر مبيعاً في تاريخ صناعة الموسيقى بمبيعات وصلت إلى ما يتراوح من 51 حتى 65 مليون نسخة في جميع أنحاء العالم

هذه قائمة بالألبومات الأكثر مبيعاً في العالم. المعيار المعتمد في القائمة هو أن البيانات يجب أن تكون قد نُشرت من قبل مصدر موثوق به وأن يكون الألبوم قد باع ما لا يقل عن 20 مليون نسخة في جميع أنحاء العالم.
يمكن أن تضم القائمة أي نوع من الألبومات بما فيها ألبومات الإستديو أو ألبومات أنجح الأغاني من قبل فنان أو فرقة أو الألبومات تجميعية أو ألبومات أشترك فيها أكثر من فنان أو ألبومات الموسيقا التصويرية أو ألبومات الريمكس.
يعد ألبوم «ثريلر» (بالإنجليزية: Thriller) لمايكل جاكسون حسب التقديرات الألبوم الأكثر مبيعاً مع مبيعات وصلت ما بين 51 مليون و 56 مليون نسخة في جميع أنحاء العالم، ما يجعله الألبوم الأكثر مبيعاً في التاريخ. كما أن جاكسون يعد حالياً صاحب أكبر عدد من الألبومات على القائمة مع خمسة ألبومات وتحتل مادونا المرتبة الثانية بأربعة ألبومات ويليها في المركز الثالث كل من فرقة البيتلز وويتني هيوستن وسيلين ديون فلكل واحد منهم 3 ألبومات على القائمة.

## وسيلة إيضاح
| الألوان | الألوان                                  |
| ------- | ---------------------------------------- |
|         | لألبومات الإستديو                        |
|         | لألبومات أنجح الأغاني والألبومات تجميعية |
|         | لألبومات الموسيقى التصويرية              |

تعتمد المجموعات على معايير مختلفة للمبيعات، فالمجموعة الأولى أعلى من 40 مليون نسخة تم بيعها على الأقل، وأدناها للمبيعات من 20 حتى 29 مليون نسخة. وترد ألبومات في ترتيب حسب عدد النسخ المباعة.

## من 40 مليون نسخة وأكثر
يعتمد نظام الأسواق في الجدول على عدد النسخ التي بيعت لكل ألبوم في كل بلد، مرتبة من أكبر الأسواق في الأعلى لأصغرها في الجزء السفلي.
| الفنان                  | الألبوم                         | الإصدار | النوع                              | المبيعات التي تم التأكد منها (بالملايين) | المبيعات التي زعم بيعها (بالملايين) |
| ----------------------- | ------------------------------- | ------- | ---------------------------------- | --- | ----------------------------------- |
| مايكل جاكسون            | ثريلر                           | 1982    | بوب، روك، آر أند بي                | 42.4 * الولايات المتحدة: 29 مليون * اليابان: 100,000 * المملكة المتحدة: 3.3 مليون * ألمانيا ‏: 1.5 مليون * فرنسا: 1 مليون * كندا ‏: 2 مليون * أستراليا: 1.12 مليون * المكسيك: 1.6 مليون * هولندا: 800,000 * إيطاليا: 100,000 * السويد: 400,000 * الأرجنتين: 500,000 * سويسرا: 300,000 * النمسا: 400,000 * فنلندا ‏: 119,061 * نيوزيلندا: 180,000 * الاتحاد الدولي للصناعة الفونوغرافية: 15,000 | 51–65                               |
| أيه سي/دي سي            | باك إن بلاك                     | 1980    | هارد روك                           | 25.9 * الولايات المتحدة: 22 مليون * المملكة المتحدة: 100,000 * ألمانيا ‏: 1 مليون * فرنسا: 600,000 * كندا ‏: 1 مليون * أستراليا: 840,000 * إيطاليا: 50,000 * الأرجنتين: 160,000 * سويسرا: 100,000 * النمسا: 50,000 | 50                                  |
| بينك فلويد              | ذا دارك سايد أوف ذا مون         | 1973    | بروغريسيف روك                      | 22.7 * الولايات المتحدة: 15 مليون * المملكة المتحدة: 2.7 مليون * ألمانيا ‏: 1 مليون * فرنسا: 400,000 * كندا ‏: 2 مليون * أستراليا: 980,000 * إيطاليا: 100,000 * الأرجنتين: 120,000 * بولندا: 70,000 * النمسا: 100,000 * نيوزيلندا: 240,000 | 45                                  |
| ويتني هيوستن/عدة فنانين | الحارس الشخصي                   | 1992    | موسيقى تصويرية/آر أند بي، سول، بوب | 27.4 * الولايات المتحدة: 17 مليون * اليابان: 2 مليون * المملكة المتحدة: 2.1 مليون * ألمانيا ‏: 1.5 مليون * فرنسا: 1 مليون * كندا ‏: 1 مليون * أستراليا: 350,000 * البرازيل: 750,000 * هولندا: 100,000 * السويد 100,000 * إسبانيا: 500,000 * الأرجنتين: 240,000 * سويسرا: 250,000 * النمسا: 200,000 * الاتحاد الدولي للصناعة الفونوغرافية: 200,000 * فنلندا ‏: 92,500                           | 44                                  |
| ميت لوف                 | بات أوت أوف هيل                 | 1977    | هارد روك، بروغريسيف روك            | 20.6 * الولايات المتحدة: 14 مليون * المملكة المتحدة: 2.1 مليون * ألمانيا ‏: 500,000 * كندا ‏: 2 مليون * أستراليا: 1.68 مليون * نيوزيلندا: 255,000 | 43                                  |
| إيغلز                   | (Their Greatest Hits (1971–1975 | 1976    | روك، سوفت روك، فولك روك            | 32.2 * الولايات المتحدة: 29 مليون * المملكة المتحدة: 600,000 * كندا ‏: 2 مليون * النمسا: 560,000 * الاتحاد الدولي للصناعة الفونوغرافية: 15,000 | 42                                  |
| بي جيز/عدة فنانين       | حمى ليلة السبت                  | 1977    | ديسكو                              | 19 * الولايات المتحدة: 15 مليون * المملكة المتحدة: 500,000 * ألمانيا ‏: 1.5 مليون * فرنسا: 200,000 * كندا ‏: 1 مليون * أستراليا: 770,000 * الاتحاد الدولي للصناعة الفونوغرافية: 15,000 | 40                                  |
| فليتوود ماك             | رومرز                           | 1977    | سوفت روك                           | 27.9 * الولايات المتحدة: 20 مليون * المملكة المتحدة: 3.3 مليون * ألمانيا ‏: 1.25 مليون * فرنسا: 300,000 * كندا ‏: 2 مليون * أستراليا: 910,000 * نيوزيلندا: 150,000 * الاتحاد الدولي للصناعة الفونوغرافية: 15,000 | 40                                  |

## من 30 حتى 39 مليون نسخة
| الفنان          | الألبوم                            | الإصدار | النوع                   | المبيعات التي تم التأكد منها (بالملايين) | المبيعات التي زعم بيعها (بالملايين) |
| --------------- | ---------------------------------- | ------- | ----------------------- | --- | ----------------------------------- |
| شانيا توين      | أقترب مني أكثر                     | 1997    | ريفي، بوب               | 29.6 * الولايات المتحدة: 20 million * JPN: 100,000 * المملكة المتحدة: 3.3 million * اتحاد صناعة الموسيقى الفيدرالي ‏: 750,000 * سنديكا ناسيونال دي ليديسيون فونوغرافيك: 300,000 * رابطة صناعة التسجيلات الكندية ‏: 2 million * AUS: 1.05 million * BRA: 100,000 * MEX: 100,000 * NLD: 400,000 * فيديرازيوني إندستريا ميوزيكالي إيتاليانا: 50,000 * الاتحاد الدولي للصناعة الفونوغرافية 180,000 * برودوكوتوريس دي ميوزيكا دي إسبانيا: 100,000 * الاتحاد الدولي للصناعة الفونوغرافية: 100,000 * ARG: 120,000 * الاتحاد الدولي للصناعة الفونوغرافية: 150,000 * الاتحاد الدولي للصناعة الفونوغرافية: 25,000 * الاتحاد الدولي للصناعة الفونوغرافية: 300,000 * آي إف بي آي النمارك ‏: 100,000 * منتجو الموسيقى ‏: 38,958 * ريكورديد ميوزك إن زيت: 315,000 | 39                                  |
| لد زبلين        | لد زبلين 4                         | 1971    | هارد روك، هيفي ميتال    | 29.0 * الولايات المتحدة: 23 million * المملكة المتحدة: 1.8 million * اتحاد صناعة الموسيقى الفيدرالي ‏: 750,000 * سنديكا ناسيونال دي ليديسيون فونوغرافيك: 600,000 * رابطة صناعة التسجيلات الكندية ‏: 2 million * AUS: 560,000 * BRA: 100,000 * NLD: 100,000 * ARG: 60,000 * الاتحاد الدولي للصناعة الفونوغرافية: 50,000 | 37                                  |
| ألانيس موريسيت  | جاغد ليتل بيل                      | 1995    | روك بديل                | 24.8 * الولايات المتحدة: 16 million * المملكة المتحدة: 3 million * اتحاد صناعة الموسيقى الفيدرالي ‏: 1 million * سنديكا ناسيونال دي ليديسيون فونوغرافيك: 300,000 * رابطة صناعة التسجيلات الكندية ‏: 2 million * AUS: 980,000 * BRA: 500,000 * NLD: 400,000 * الاتحاد الدولي للصناعة الفونوغرافية 200,000 * ARG: 60,000 * POL: 50,000 * الاتحاد الدولي للصناعة الفونوغرافية: 50,000 * الاتحاد الدولي للصناعة الفونوغرافية: 50,000 * الاتحاد الدولي للصناعة الفونوغرافية: 100,000 * منتجو الموسيقى ‏: 65,860 | 33                                  |
| سيلين ديون      | الوقوع فيك                         | 1996    | بوب/سوفت روك            | 20.2 * الولايات المتحدة: 11 million * JPN: 800,000 * المملكة المتحدة: 2.1 million * اتحاد صناعة الموسيقى الفيدرالي ‏: 1.25 million * سنديكا ناسيونال دي ليديسيون فونوغرافيك: 1 million * رابطة صناعة التسجيلات الكندية ‏: 1 million * AUS: 910,000 * BRA: 100,000 * NLD: 600,000 * الاتحاد الدولي للصناعة الفونوغرافية: 200,000 * برودوكوتوريس دي ميوزيكا دي إسبانيا: 200,000 * الاتحاد الدولي للصناعة الفونوغرافية: 200,000 * ARG: 60,000 * POL: 100,000 * الاتحاد الدولي للصناعة الفونوغرافية: 150,000 * الاتحاد الدولي للصناعة الفونوغرافية: 150,000 * الاتحاد الدولي للصناعة الفونوغرافية: 100,000 * منتجو الموسيقى ‏: 51,952 * ريكورديد ميوزك إن زيت: 180,000 * إتحاد شركات التسجيلات المجرية: 25,000 | 32                                  |
| البيتلز         | الرقيب بيبرس لونلي هارتس كلوب باند | 1967    | روك                     | 13.1 * الولايات المتحدة: 11 million * اتحاد صناعة الموسيقى الفيدرالي ‏: 500,000 * رابطة صناعة التسجيلات الكندية ‏: 800,000 * AUS: 280,000 * BRA: 100,000 * ARG: 300,000 * ريكورديد ميوزك إن زيت: 90,000 | 32                                  |
| إيغلز           | فندق كاليفورنيا                    | 1976    | روك، سوفت روك، فولك روك | 21.5 * الولايات المتحدة: 16 million * المملكة المتحدة: 1.8 million * اتحاد صناعة الموسيقى الفيدرالي ‏: 500,000 * سنديكا ناسيونال دي ليديسيون فونوغرافيك: 1 million * رابطة صناعة التسجيلات الكندية ‏: 1 million * AUS: 560,000 * برودوكوتوريس دي ميوزيكا دي إسبانيا: 400,000 * الاتحاد الدولي للصناعة الفونوغرافية: 100,000 * الاتحاد الدولي للصناعة الفونوغرافية: 25,000 * منتجو الموسيقى ‏: 30,933 * ريكورديد ميوزك إن زيت: 135,000 * الاتحاد الدولي للصناعة الفونوغرافية: 15,000 | 32                                  |
| ماريا كاري      | ميوزك بوكس                         | 1993    | بوب/آر أند بي/روك       | 17.6 * الولايات المتحدة: 10 million * JPN: 1 million * المملكة المتحدة: 1.5 million * اتحاد صناعة الموسيقى الفيدرالي ‏: 1 million * سنديكا ناسيونال دي ليديسيون فونوغرافيك: 1 million * رابطة صناعة التسجيلات الكندية ‏: 700,000 * AUS: 840,000 * BRA: 100,000 * NLD: 600,000 * برودوكوتوريس دي ميوزيكا دي إسبانيا: 400,000 * الاتحاد الدولي للصناعة الفونوغرافية 100,000 * الاتحاد الدولي للصناعة الفونوغرافية: 200,000 * الاتحاد الدولي للصناعة الفونوغرافية: 50,000 * الاتحاد الدولي للصناعة الفونوغرافية: 100,000 * منتجو الموسيقى ‏: 47,382 | 32                                  |
| فنانين متنوعين  | رقص قذر                            | 1987    | بوب، روك، آر أند بي     | 17.9 * الولايات المتحدة: 11 million * المملكة المتحدة: 1.5 million * اتحاد صناعة الموسيقى الفيدرالي ‏: 2 million * سنديكا ناسيونال دي ليديسيون فونوغرافيك: 1 million * رابطة صناعة التسجيلات الكندية ‏: 1 million * AUS: 770,000 * BRA: 100,000 * NLD: 100,000 * الاتحاد الدولي للصناعة الفونوغرافية 100,000 * POL: 50,000 * الاتحاد الدولي للصناعة الفونوغرافية: 250,000 * الاتحاد الدولي للصناعة الفونوغرافية: 7,500 | 32                                  |
| سيلين ديون      | هيا نتحدث عن الحب                  | 1997    | بوب/سوف روك             | 19.3 * الولايات المتحدة: 10 million * JPN: 1 million * المملكة المتحدة: 1.8 million * اتحاد صناعة الموسيقى الفيدرالي ‏: 1.5 million * سنديكا ناسيونال دي ليديسيون فونوغرافيك: 1 million * رابطة صناعة التسجيلات الكندية ‏: 1 million * AUS: 420,000 * NLD: 500,000 * الاتحاد الدولي للصناعة الفونوغرافية: 240,000 * برودوكوتوريس دي ميوزيكا دي إسبانيا: 400,000 * الاتحاد الدولي للصناعة الفونوغرافية: 200,000 * ARG: 120,000 * POL: 200,000 * الاتحاد الدولي للصناعة الفونوغرافية: 300,000 * الاتحاد الدولي للصناعة الفونوغرافية: 200,000 * الاتحاد الدولي للصناعة الفونوغرافية: 100,000 * منتجو الموسيقى ‏: 97,744 * ريكورديد ميوزك إن زيت: 135,000 * الاتحاد الدولي للصناعة الفونوغرافية: 40,000 * الأوروغواي: 3,000 | 31                                  |
| البيتلز         | 1                                  | 2000    | روك                     | 21.6 * الولايات المتحدة: 11 million * JPN: 2 million * المملكة المتحدة: 2.4 million * اتحاد صناعة الموسيقى الفيدرالي ‏: 1.65 million * سنديكا ناسيونال دي ليديسيون فونوغرافيك: 600,000 * رابطة صناعة التسجيلات الكندية ‏: 1 million * AUS: 700,000 * BRA: 250,000 * فيديرازيوني إندستريا ميوزيكالي إيتاليانا: 50,000 * الاتحاد الدولي للصناعة الفونوغرافية 160,000 * برودوكوتوريس دي ميوزيكا دي إسبانيا: 500,000 * ARG: 120,000 * POL: 100,000 * الاتحاد الدولي للصناعة الفونوغرافية: 150,000 * الاتحاد الدولي للصناعة الفونوغرافية: 150,000 * الاتحاد الدولي للصناعة الفونوغرافية: 150,000 * آي إف بي آي النمارك ‏: 200,000 * POR: 120,000 * منتجو الموسيقى ‏: 77,466 * ريكورديد ميوزك إن زيت: 225,000 | 31                                  |
| أديل            | 21                                 | 2011    | بوب، سول                | 21.3 * الولايات المتحدة: 10 million * JPN: 100,000 * المملكة المتحدة: 4.8 million * اتحاد صناعة الموسيقى الفيدرالي ‏: 1.6 million * رابطة صناعة التسجيلات الكندية ‏: 800,000 * AUS: 980,000 * MEX: 300,000 * NLD: 450,000 * فيديرازيوني إندستريا ميوزيكالي إيتاليانا: 480,000 * الاتحاد الدولي للصناعة الفونوغرافية: 120,000 * برودوكوتوريس دي ميوزيكا دي إسبانيا: 300,000 * ARG: 80,000 * BEL: 180,000 * POL: 200,000 * الاتحاد الدولي للصناعة الفونوغرافية: 40,000 * الاتحاد الدولي للصناعة الفونوغرافية: 30,000 * الاتحاد الدولي للصناعة الفونوغرافية: 20,000 * RUS: 10,000 * آي إف بي آي النمارك ‏: 150,000 * POR: 40,000 * منتجو الموسيقى ‏: 83,234 * IRE: 270,000 * GRE: 6,000 * إتحاد شركات التسجيلات المجرية: 12,000 * ريكورديد ميوزك إن زيت: 180,000 * الاتحاد الدولي للصناعة الفونوغرافية: 20,000 * الاتحاد الدولي للصناعة الفونوغرافية: 10,000 | 30                                  |
| البيتلز         | آبي رود                            | 1969    | روك                     | 14.4 * الولايات المتحدة: 12 million * اتحاد صناعة الموسيقى الفيدرالي ‏: 500,000 * سنديكا ناسيونال دي ليديسيون فونوغرافيك: 150,000 * رابطة صناعة التسجيلات الكندية ‏: 1 million * AUS: 210,000 * ARG: 500,000 * ريكورديد ميوزك إن زيت: 75,000 | 30                                  |
| بروس سبرينغستين | بورن إن ذا يو إس إيه               | 1984    | روك                     | 19.6 * الولايات المتحدة: 15 million * المملكة المتحدة: 900,000 * اتحاد صناعة الموسيقى الفيدرالي ‏: 1 million * سنديكا ناسيونال دي ليديسيون فونوغرافيك: 400,000 * رابطة صناعة التسجيلات الكندية ‏: 1 million * AUS: 910,000 * منتجو الموسيقى ‏: 108,913 * ريكورديد ميوزك إن زيت: 240,000 | 30                                  |
| داير ستريتس     | إخوة بالسلاح                       | 1985    | روك                     | 18.6 * الولايات المتحدة: 9 million * المملكة المتحدة: 4.1 million * اتحاد صناعة الموسيقى الفيدرالي ‏: 500,000 * سنديكا ناسيونال دي ليديسيون فونوغرافيك: 1 million * رابطة صناعة التسجيلات الكندية ‏: 1 million * AUS: 1.19 million * ARG: 30,000 * الاتحاد الدولي للصناعة الفونوغرافية: 300,000 * منتجو الموسيقى ‏: 116,784 * ريكورديد ميوزك إن زيت: 360,000 * الاتحاد الدولي للصناعة الفونوغرافية: 15,000 | 30                                  |
| ويتني هيوستن    | ويتني هيوستن                       | 1985    | بوب، آر أند بي          | 17.2 * الولايات المتحدة: 13 million * المملكة المتحدة: 1.8 million * اتحاد صناعة الموسيقى الفيدرالي ‏: 500,000 * سنديكا ناسيونال دي ليديسيون فونوغرافيك: 100,000 * رابطة صناعة التسجيلات الكندية ‏: 1 million * AUS: 280,000 * NLD: 100,000 * الاتحاد الدولي للصناعة الفونوغرافية 200,000 * الاتحاد الدولي للصناعة الفونوغرافية: 15,000 * الاتحاد الدولي للصناعة الفونوغرافية: 50,000 * الاتحاد الدولي للصناعة الفونوغرافية: 50,000 * الاتحاد الدولي للصناعة الفونوغرافية: 50,000 * آي إف بي آي النمارك ‏: 10,000 * منتجو الموسيقى ‏: 10,000 * ريكورديد ميوزك إن زيت: 15,000 * الاتحاد الدولي للصناعة الفونوغرافية: 20,000 | 25                                  |
| جيمس هورنر      | تايتنك: ميوزك فروم ذا موشن بيكتشر  | 1997    | موسيقى تصويرية          | 18.1 * الولايات المتحدة: 11 million * JPN: 1 million * المملكة المتحدة: 900,000 * اتحاد صناعة الموسيقى الفيدرالي ‏: 1.25 million * سنديكا ناسيونال دي ليديسيون فونوغرافيك: 1 million * رابطة صناعة التسجيلات الكندية ‏: 1 million * AUS: 350,000 * NLD: 175,000 * الاتحاد الدولي للصناعة الفونوغرافية 160,000 * برودوكوتوريس دي ميوزيكا دي إسبانيا: 400,000 * الاتحاد الدولي للصناعة الفونوغرافية: 150,000 * POL: 140,000 * ARG: 60,000 * الاتحاد الدولي للصناعة الفونوغرافية: 200,000 * الاتحاد الدولي للصناعة الفونوغرافية: 100,000 * الاتحاد الدولي للصناعة الفونوغرافية: 100,000 * منتجو الموسيقى ‏: 73,509 * ريكورديد ميوزك إن زيت: 60,000 * الاتحاد الدولي للصناعة الفونوغرافية: 20,000 | 30                                  |
| مادونا          | المجموعة الطاهرة                   | 1990    | بوب/رقص                 | 19.4 * الولايات المتحدة: 10 million * JPN: 800,000 * المملكة المتحدة: 3.6 million * اتحاد صناعة الموسيقى الفيدرالي ‏: 750,000 * سنديكا ناسيونال دي ليديسيون فونوغرافيك: 1 million * رابطة صناعة التسجيلات الكندية ‏: 700,000 * AUS: 840,000 * BRA: 500,000 * NLD: 300,000 * الاتحاد الدولي للصناعة الفونوغرافية 50,000 * برودوكوتوريس دي ميوزيكا دي إسبانيا: 300,000 * ARG: 180,000 * الاتحاد الدولي للصناعة الفونوغرافية: 50,000 * الاتحاد الدولي للصناعة الفونوغرافية: 50,000 * آي إف بي آي النمارك ‏: 50,000 * منتجو الموسيقى ‏: 92,500 * ريكورديد ميوزك إن زيت: 105,000 | 30                                  |
| ميتاليكا        | ميتاليكا                           | 1991    | ثراش ميتال / هيفي ميتال | 19.9 * الولايات المتحدة: 16 million * المملكة المتحدة: 300,000 * اتحاد صناعة الموسيقى الفيدرالي ‏: 500,000 * سنديكا ناسيونال دي ليديسيون فونوغرافيك: 300,000 * رابطة صناعة التسجيلات الكندية ‏: 1 million * AUS: 560,000 * MEX: 600,000 * NLD: 200,000 * فيديرازيوني إندستريا ميوزيكالي إيتاليانا: 50,000 * الاتحاد الدولي للصناعة الفونوغرافية 100,000 * ARG: 300,000 * POL: 50,000 * الاتحاد الدولي للصناعة الفونوغرافية: 100,000 * الاتحاد الدولي للصناعة الفونوغرافية: 50,000 * الاتحاد الدولي للصناعة الفونوغرافية: 100,000 * منتجو الموسيقى ‏: 112,856 * ريكورديد ميوزك إن زيت: 150,000 | 30                                  |
| مايكل جاكسون    | باد                                | 1987    | بوب، فانك، روك          | 18.4 * الولايات المتحدة: 9 million * JPN: 100,000 * المملكة المتحدة: 3.9 million * اتحاد صناعة الموسيقى الفيدرالي ‏: 2 million * سنديكا ناسيونال دي ليديسيون فونوغرافيك: 1 million * رابطة صناعة التسجيلات الكندية ‏: 700,000 * AUS: 420,000 * MEX: 350,000 * الاتحاد الدولي للصناعة الفونوغرافية 200,000 * برودوكوتوريس دي ميوزيكا دي إسبانيا: 300,000 * الاتحاد الدولي للصناعة الفونوغرافية: 200,000 * منتجو الموسيقى ‏: 51,287 * ريكورديد ميوزك إن زيت: 120,000 * الاتحاد الدولي للصناعة الفونوغرافية: 15,000 | 30-45                               |
| مايكل جاكسون    | دينجرس                             | 1991    | روك/فانك/بوب            | 16.3 * الولايات المتحدة: 7 million * JPN: 400,000 * المملكة المتحدة: 1.8 million * اتحاد صناعة الموسيقى الفيدرالي ‏: 2 million * سنديكا ناسيونال دي ليديسيون فونوغرافيك: 1 million * رابطة صناعة التسجيلات الكندية ‏: 600,000 * AUS: 700,000 * BRA: 100,000 * MEX: 600,000 * NLD: 300,000 * الاتحاد الدولي للصناعة الفونوغرافية 300,000 * برودوكوتوريس دي ميوزيكا دي إسبانيا: 600,000 * الاتحاد الدولي للصناعة الفونوغرافية: 250,000 * الاتحاد الدولي للصناعة الفونوغرافية: 200,000 * منتجو الموسيقى ‏: 61,896 * ريكورديد ميوزك إن زيت: 90,000 * الاتحاد الدولي للصناعة الفونوغرافية: 125,000 * رابطة صناعة التسجيلات الماليزية: 175,000 | 30-45                               |
| نيرفانا         | نيفرمايند                          | 1991    | غرنج، روك بديل          | 16.7 * الولايات المتحدة: 10 million - JPN: 600,000 - المملكة المتحدة: 1.2 million - اتحاد صناعة الموسيقى الفيدرالي ‏: 1 million - سنديكا ناسيونال دي ليديسيون فونوغرافيك: 1 million - رابطة صناعة التسجيلات الكندية ‏: 1 million - AUS: 350,000 - BRA: 250,000 - MEX: 200,000 - فيديرازيوني إندستريا ميوزيكالي إيتاليانا: 100,000 - الاتحاد الدولي للصناعة الفونوغرافية 200,000 - ARG: 300,000 - BEL: 150,000 - POL: 100,000 - الاتحاد الدولي للصناعة الفونوغرافية: 50,000 - الاتحاد الدولي للصناعة الفونوغرافية: 50,000 - منتجو الموسيقى ‏: 46,830 - ريكورديد ميوزك إن زيت: 105,000 | 30                                  |
| بينك فلويد      | ذا وول                             | 1979    | بروغريسيف روك           | 17.6 * الولايات المتحدة: 11.5 million * المملكة المتحدة: 600,000 * اتحاد صناعة الموسيقى الفيدرالي ‏: 2 million * سنديكا ناسيونال دي ليديسيون فونوغرافيك: 1 million * رابطة صناعة التسجيلات الكندية ‏: 1 million * AUS: 770,000 * فيديرازيوني إندستريا ميوزيكالي إيتاليانا: 100,000 * ARG: 200,000 * POL: 70,000 * الاتحاد الدولي للصناعة الفونوغرافية: 100,000 * ريكورديد ميوزك إن زيت: 210,000 * الاتحاد الدولي للصناعة الفونوغرافية: 15,000 | 30                                  |
| سانتانا         | سوبرناتشرول                        | 1999    | روك                     | 20.5 * الولايات المتحدة: 15 million * JPN: 200,000 * المملكة المتحدة: 600,000 * اتحاد صناعة الموسيقى الفيدرالي ‏: 1 million * سنديكا ناسيونال دي ليديسيون فونوغرافيك: 600,000 * رابطة صناعة التسجيلات الكندية ‏: 1 million * AUS: 280,000 * BRA: 250,000 * MEX: 300,000 * NLD: 200,000 * الاتحاد الدولي للصناعة الفونوغرافية 80,000 * برودوكوتوريس دي ميوزيكا دي إسبانيا: 300,000 * الاتحاد الدولي للصناعة الفونوغرافية: 100,000 * ARG: 120,000 * POL: 100,000 * الاتحاد الدولي للصناعة الفونوغرافية: 200,000 * الاتحاد الدولي للصناعة الفونوغرافية: 100,000 * منتجو الموسيقى ‏: 50,291 * ريكورديد ميوزك إن زيت: 60,000 | 30                                  |
| غنز آن روزز     | الشهية للتدمير                     | 1987    | هيفي ميتال/هارد روك     | 21.3 * الولايات المتحدة: 18 million * JPN: 200,000 * المملكة المتحدة: 600,000 * اتحاد صناعة الموسيقى الفيدرالي ‏: 500,000 * سنديكا ناسيونال دي ليديسيون فونوغرافيك: 200,000 * رابطة صناعة التسجيلات الكندية ‏: 1 million * BRA: 250,000 * MEX: 100,000 * فيديرازيوني إندستريا ميوزيكالي إيتاليانا: 50,000 * الاتحاد الدولي للصناعة الفونوغرافية 50,000 * ARG: 180,000 * الاتحاد الدولي للصناعة الفونوغرافية: 50,000 * الاتحاد الدولي للصناعة الفونوغرافية: 50,000 * منتجو الموسيقى ‏: 25,000 | 30                                  |

## من 20 حتى 29 مليون نسخة
| الفنان               | الألبوم                                  | الإصدار | النوع                            | المبيعات (بالملايين) | المصدر  |
| -------------------- | ---------------------------------------- | ------- | -------------------------------- | -------------------- | ------- |
| آبا                  | غولد: غريتست هيتس                        | 1992    | بوب                              | 28                   | [ 105 ] |
| بون جوفي             | سليبري وين ويت                           | 1986    | هارد روك                         | 28                   | [ 106 ] |
| سبايس جيرلز          | سبايس                                    | 1996    | بوب                              | 28                   | [ 107 ] |
| فنانين متنوعين       | غريس: الموسيقا التصويرية من موشين بيكتشر | 1978    | موسيقى تصويرية                   | 28                   | [ 108 ] |
| بريتني سبيرز         | حبيبي مرة أخرى                           | 1999    | بوب                              | 28                   | [ 109 ] |
| لينكين بارك          | هايبرد ثيوري                             | 2000    | نيو ميتال، راب ميتال، ميتال بديل | 27                   | [ 110 ] |
| بوب مارلي والويلرز   | أسطورة: الأفضل لبوب مارلي والويلرز       | 1984    | ريغي                             | 25                   | [ 111 ] |
| كارول كينج           | تابستري                                  | 1971    | بوب                              | 25                   | [ 112 ] |
| مادونا               | لايك أفرجين                              | 1984    | بوب، رقص                         | 25                   | [ 113 ] |
| مادونا               | ترو بلو                                  | 1986    | بوب                              | 25                   | [ 114 ] |
| ماريا كيري           | داي دريم                                 | 1995    | بوب، آر أند بي                   | 25                   | [ 115 ] |
| نورا جونز            | كام أواي ويز مي                          | 2002    | جاز                              | 25                   | [ 116 ] |
| كوين                 | غريتست هيتس                              | 1981    | روك                              | 25                   | [ 117 ] |
| سايمون أند غارفانكيل | جسر فوق مياه مضطربة                      | 1970    | فولك روك                         | 25                   | [ 118 ] |
| يو تو                | ذا جوشوا تري                             | 1987    | روك                              | 25                   | [ 119 ] |
| باكستريت بويز        | باكستريتس باك/باكستريت بويز              | 1997    | بوب                              | 24                   | [ 120 ] |
| باكستريت بويز        | ميلينيوم                                 | 1999    | بوب                              | 24                   | [ 120 ] |
| أيس أوف بيس          | هابي نيشن/ذا ساين                        | 1993    | بوب                              | 23                   | [ 121 ] |
| تي إل سي             | كريزي سيكسي كوول                         | 1994    | آر أند بي، هيب هوب               | 23                   | [ 122 ] |
| سيندي لوبر           | شيز سو أنيوجول                           | 1983    | موجة جديدة، بوب روك، سينثبوب     | 22                   | [ 123 ] |
| أويسس                | (واتس ذا ستوري) مورنينغ غلوري؟           | 1995    | بوب بريطاني، روك                 | 22                   | [ 124 ] |
| بون جوفي             | كروس روود                                | 1994    | هارد روك                         | 21                   | [ 125 ] |
| إمينم                | ذا مارشال ماذرز إل بي                    | 2000    | راب، هيب هوب                     | 21                   | [ 126 ] |
| سيلين ديون           | لون حياتي                                | 1993    | بوب/سوفت روك                     | 20                   | [ 127 ] |
| آفريل لافين          | لت غو                                    | 2002    | بوب روك، روك بديل                | 20                   | [ 128 ] |
| بوسطن                | بوسطن                                    | 1976    | هارد روك                         | 20                   | [ 129 ] |
| بريتني سبيرز         | أوبس!... فعلتها مرة ثانية                | 2000    | بوب                              | 20                   | [ 130 ] |
| ديف ليبارد           | هستيريا                                  | 1987    | بوب، هارد روك                    | 20                   | [ 131 ] |
| جورج مايكل           | فيث                                      | 1987    | بوب/آر أند بي                    | 20                   | [ 132 ] |
| إريك كلابتون         | أنبلوجد                                  | 1992    | بلوز صوتي، فولك روك              | 20                   | [ 133 ] |
| لاينل ريتشي          | كانت سلو داون                            | 1983    | بوب، آر أند بي، سول              | 20                   | [ 134 ] |
| مادونا               | راي أوف لايت                             | 1998    | بوب، رقص، إليكترونيكا            | 20                   | [ 135 ] |
| مايكل جاكسون         | هيستوري: باست، بريزنت آند فيوتشر بووك I  | 1995    | بوب، روك، آر أند بي              | 20                   | [ 136 ] |
| مايكل جاكسون         | أوف ذا وول                               | 1979    | سول، ديسكو، آر أند بي            | 20                   | [ 137 ] |
| فيل كولنز            | نو جاكيت ريكوايرد                        | 1985    | بوب، روك                         | 20                   | [ 138 ] |
| برينس                | بيربل رين                                | 1984    | بوب، روك، آر أند بي              | 20                   | [ 139 ] |
| شنايا توين           | ذا وومن إن مي                            | 1995    | ريفي، بوب                        | 20                   | [ 140 ] |
| سوبرترامب            | بريك فاست إن أميركا                      | 1979    | بروغريسيف روك، آرت روك           | 20                   | [ 141 ] |
| تينا ترنر            | برايفت دانسر                             | 1984    | روك                              | 20                   | [ 142 ] |
| توني براكستون        | أسرار                                    | 1996    | آر أند بي، بوب                   | 20                   | [ 143 ] |
| أشر                  | كونفيشينز                                | 2004    | آر أند بي                        | 20                   | [ 144 ] |
| ويتني هيوستن         | ويتني                                    | 1987    | بوب، آر أند بي                   | 20                   | [ 145 ] |
| غرين داي             | دوكي                                     | 1994    | بوب بانك، بانك روك، روك بديل     | 20                   | [ 146 ] |
| شاكيرا               | لويندري سيرفس                            | 2001    | بوب، روك                         | 20                   | [ 147 ] |